# Emilio Azcárraga Milmo
Emilio Azcárraga Milmo (San Antonio, 6 de setembro de 1930 – Miami, 16 de abril de 1997) foi um empresário mexicano nascido nos Estados Unidos, administrou o Telesistema Mexicano desde 1972 até sua morte em 1997. A empresa foi fundada por seu pai Emilio Azcárraga Vidaurreta.

## Biografia
Emilio Azcarraga Milmo foi um homem de negócios nascido nos Estados Unidos, de nacionalidade mexicana. Filho de Emilio Azcárraga Vidaurreta, fundador do que hoje é a Televisa, e Laura Milmo Hickman filha de um empresário inglês. Estudou na academia militar de Culver Academies, nos Estados Unidos se graduando em 1948.
Após a morte de seu pai Emilio Azcárraga Milmo, demonstrou uma grande habilidade para anticipar os planos do presidente Echeverría e negociar, com empresários do “Grupo Monterrey”, a fusão do Telesistema Mexicano e Televisión Independiente de México (TIM), da qual resultou hoje na Televisa.
Rapidamente, ele transformou a rede Televisa em umas das principais redes de televisão do mundo, e  o principal grupo de pressão do sistema político mexicano. No ano de 1990 ele se torna um partidário do Partido Revolucionário Institucional (PRI).
Se casou 4 vezes, sua última esposa foi Adriana Abascal e a anterior foi Paula Cusi.
Ele administrou empresas do meio televisivo tais como Univisión, emissora de língua espanhola que pertenece a uma das 12 redes dos Estados Unidos, nos anos 60, anos 70 como acionista de Grupo Televisa S.A. Foi o dono do "The National," um diário estadunidense focado nos esportes, que foi publicado entre 31 de janeiro de 1990 e 13 de junho de 1991.
Também dirigiu estações importantes de televisão mexicana, e era o presidente da rede televisão a cabo Galavisión. Era também  proprietário de empresas imobiliárias.
Morreu em 16 de abril de 1997 a bordo de seu iate ECO, na costa de Miami, por conta de câncer de pâncreas.
Após o seu falecimento o Grupo Televisa passou para as mãos de seu filho Emilio Azcárraga Jean, a suas filhas, a suas ex esposas Paula Cusi e Adriana Abascal, ex miss "Señorita México".